# FC Kopenhaga
Football Club København, pol. FC Kopenhaga – duński klub piłkarski z siedzibą w Kopenhadze. Powstał 1 lipca 1992 w wyniku fuzji Kjøbenhavns Boldklub oraz Boldklubben 1903. Jest najbardziej utytułowanym zespołem w rozgrywkach krajowych: zdobył szesnaście mistrzostw Danii, dziesięć pucharów kraju oraz trzy superpuchary. Osiągał również sukcesy na arenie międzynarodowej – jest ćwierćfinalistą Ligi Europy 2019/2020 oraz dwukrotnym uczestnikiem 1/8 finału Ligi Mistrzów (2010/2011, 2023/2024). Zajmuje pierwsze miejsce w tabeli wszech czasów Superligaen, w której aktualnie występuje. Swoje spotkania rozgrywa na stadionie Parken.

## Historia

### Początki (1992–1994)
FC Kopenhaga powstała 1 lipca 1992 w wyniku fuzji Kjøbenhavns Boldklub oraz Boldklubben 1903. Obydwa zespoły miały na swoim koncie wiele tytułów w lidze duńskiej. Nowy klub przejął licencję Boldklubben 1903, która uprawniała go do gry w najwyższej lidze duńskiej, Superligaen. Zespoły macierzyste nie zostały jednak rozwiązane – fuzja dotyczyła wyłącznie ich pierwszych drużyn.
Pierwszym trenerem FC Kopenhagi został Benny Johansen. Klub przystąpił do rozgrywek Pucharu Intertoto, w których rywalizował z Sigmą Ołomuniec, Admirą Wacker Mödling oraz Grasshopper Zurych. Zwyciężył w grupie z tymi zespołami z wynikiem 9 punktów. Następnie występował w Pucharze UEFA, w którym odpadł w drugiej rundzie po dwumeczu z AJ Auxerre. Natomiast w pierwszym sezonie w Superligaen zapewnił sobie mistrzostwo Danii po wygranej w przedostatniej kolejce z Brøndby IF.
W sezonie 1993/1994 FC Kopenhaga grała w Lidze Mistrzów. W pierwszej rundzie pokonała Linfield, jednak w starciu z Milanem przegrała 0:6 na Parken (w dwumeczu 0:7), przez to odpadła z tych rozgrywek. Występowała również w Pucharze Intertoto, jednak w grupie nie zdobyła punktów. W lidze duńskiej walczyła o mistrzostwo z Silkeborgiem. W starciu bezpośrednim wygrała 4:1, ale ostatecznie zdobyła 2. miejsce, przez porażkę w ostatniej kolejce z Odense Boldklub 2:3.

### Okres wielu trenerów (1994–2001)
Na początku sezonu 1994/1995 nowym trenerem zespołu został Keld Kristensen, jednak po słabych wynikach w Superligaen (w ośmiu pierwszych spotkaniach drużyna z Kopenhagi nie wygrała żadnego) został zwolniony. Jego miejsce zajął Benny Johansen. W Pucharze UEFA klub odpadł w pierwszej rundzie po porażce w dwumeczu ze Slovanem Bratysława (1:2). W lidze zajął 6. miejsce, jednak w finale Pucharu Danii pokonał Akademisk BK 5:0. Było to premierowe zwycięstwo FC Kopenhagi w tych rozgrywkach.
Od sezonu 1995/1996 nowym szkoleniowcem klubu został Michael Schäfer. W Superligaen zespół zajął 7. pozycję, natomiast w pierwszej rundzie Pucharu Zdobywców Pucharów przegrał z czeskim FC Hradec Králové.
W sezonie 1996/1997 nastąpiła kolejna zmiana na stanowisku szkoleniowca – nowym trenerem został Kim Brink. Klub długo znajdował się na pozycjach dających spadek z ligi, jednak ostatecznie zdobył 8. pozycję, która gwarantowała utrzymanie na kolejny sezon. W finale Pucharu Danii wygrał 2:0 z Ikast FS. Grał również w rozgrywkach Pucharu Intertoto, w których zajął 2. miejsce w fazie grupowej.
W sezonie 1997/1998 po raz kolejny zmieniono trenera – Kima Brinka zastąpił Kent Karlsson. W Pucharze Zdobywców Pucharów FC Kopenhaga odpadła w 1/8 finału z Realem Betis, przegrywając 0:2 w Hiszpanii i remisując 1:1 na Parken. W Superligaen zajęła 3. miejsce, przez przegrany mecz w ostatniej kolejce z Aalborgiem utraciła drugą pozycję. W pucharze doszła do finału, przegrywając w nim z Brøndby IF 1:4.
We wrześniu 1998 Kent Karlsson zrezygnował z funkcji trenera z powodów osobistych, nowym szkoleniowcem został ponownie Kim Brink, który miał poprowadzić zespół do końca tego roku. W Pucharze Zdobywców Pucharów klub wyeliminował Qarabağ Ağdam i Lewskiego Sofia, jednak odpadł w 1/8 finału przez porażkę u siebie 0:1 z Chelsea po golu Briana Laudrupa. Zimą ogłoszono transfer Laudrupa do FC Kopenhagi oraz nowego trenera – był nim Christian Andersen. Pod jego wodzą drużyna rozegrała jeden mecz, na stanowisku szkoleniowca zastąpił go Brink. W lidze klub zajął 7. miejsce. Po sezonie nie udało się zatrzymać w nim Briana Laudrupa, który odszedł do AFC Ajax.
Sezon 1999/2000 również nie był udany dla zespołu. W Pucharze Intertoto odpadł w drugiej rundzie po porażce 0:3 u siebie z Polonią Warszawa. W Superligaen zajął 8. pozycję, tracąc 12 punktów do mistrzowskiego Herfølge BK.
W sezonie 2000/2001 nowym trenerem został Roy Hodgson. W lidze po połowie sezonu zespół zajmował 5. miejsce. Wiosną nie przegrał ani jednego spotkania, dzięki temu w przedostatnim meczu rozgrywek zapewnił sobie drugie w historii mistrzostwo Danii.
Na początku sezonu 2001/2002 Hodgson został trenerem Udinese. W związku z jego odejściem, na stanowisko szkoleniowca powrócił Kent Karlsson. W sierpniu 2001 Szwed zrezygnował z tej funkcji z powodów osobistych. W międzyczasie klub walczył o awans do fazy grupowej Ligi Mistrzów, jednak w trzeciej rundzie eliminacji przegrał z Lazio.

### Hans Backe (2001–2005)

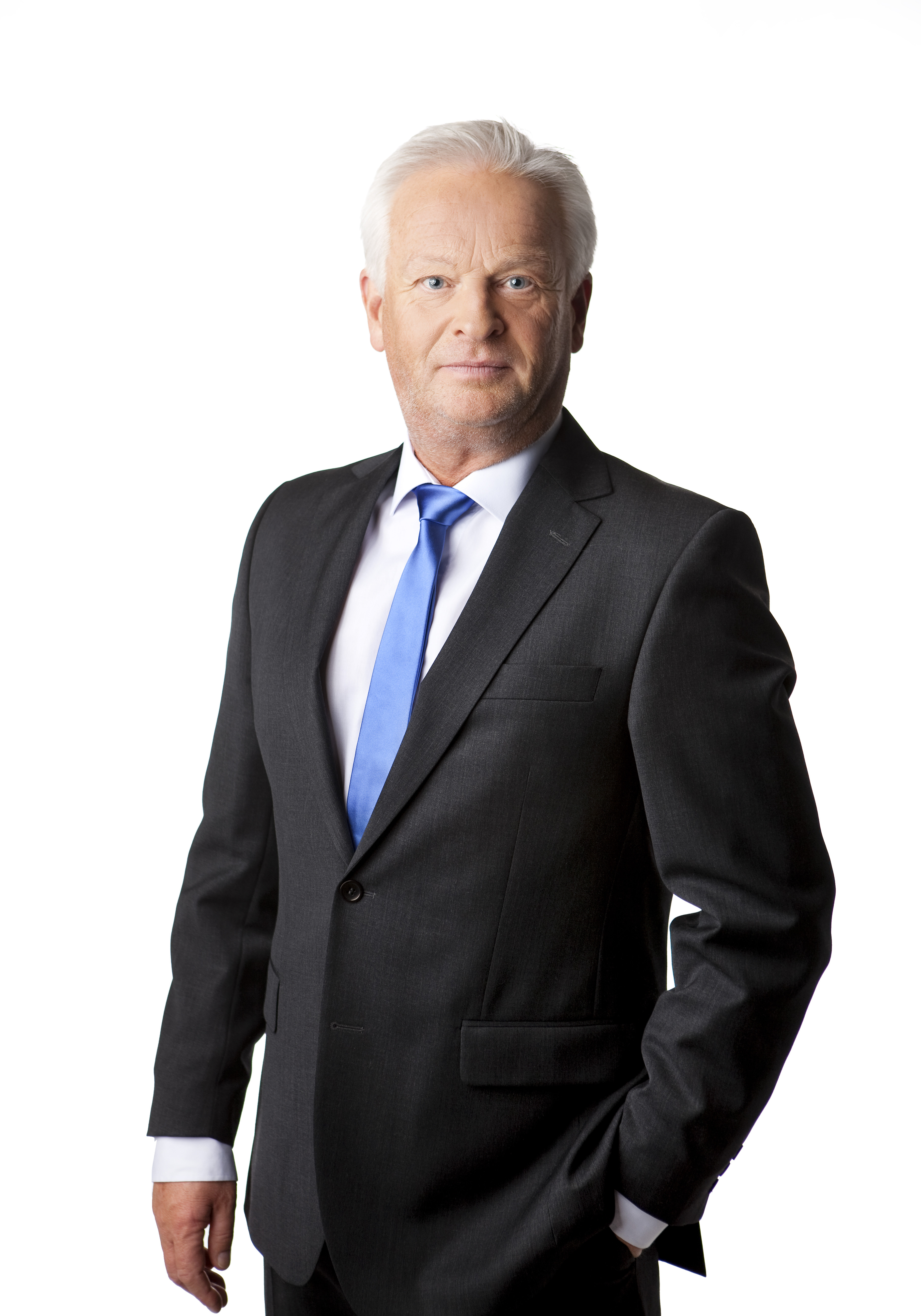
Hans Backe, trener FC Kopenhagi w latach 2001–2005

17 września 2001 na stanowisko trenera FC Kopenhagi został wybrany Hans Backe. Mimo porażki z Lazio, zespół dalej rywalizował w europejskich pucharach. W Pucharze UEFA pokonał Obilić Belgrad i AFC Ajax, jednak w trzeciej rundzie rozgrywek dwukrotnie poniósł porażkę 0:1 z Borussią Dortmund. W Superligaen jesienią tracił 10 punktów do prowadzącego Brøndby, natomiast w rundzie wiosennej ponownie nie przegrał żadnego spotkania. W przedostatniej kolejce zremisował 1:1 w derbach Kopenhagi, przez to przegrał tytuł mistrzowski z lokalnym rywalem, zdobywając na koniec sezonu 2. miejsce. W finale Pucharu Danii doznał porażki z Odense Boldklub.
W sezonie 2002/2003 w Pucharze UEFA zespół został wyeliminowany we wczesnej fazie rozgrywek przez Djurgårdens IF. Natomiast w lidze po rundzie jesiennej prowadził z 9 punktami przewagi nad rywalami. Po kilku gorszych występach stracił swoją przewagę. W starciu z Brøndby w przedostatniej kolejce odniósł zwycięstwo 1:0 po bramce Hjalte Nørregaarda, a w ostatnim meczu pokonał Aarhus GF 4:1. Dzięki tym zwycięstwom zapewnił sobie trzecie w historii mistrzostwo Danii.
Sezon 2003/2004 również nie przyniósł sukcesu w europejskich pucharach. W eliminacjach do Ligi Mistrzów zespół odpadł po starciu ze szkockim Rangers, natomiast w Pucharze UEFA przegrał dwumecz w drugiej rundzie z RCD Mallorca. Po rundzie jesiennej w lidze tracił 7 punktów do Brøndby. Na wiosnę nadrobił stratę do lokalnego rywala. W ostatniej kolejce pokonał 4:2 FC Nordsjælland i dzięki temu zwycięstwu obronił tytuł mistrzowski. W finale Pucharu Danii zwyciężył 1:0 z Aalborgiem po golu Mortena Bisgaarda. Był to pierwszy w historii klubu dublet w rozgrywkach krajowych.
Początek sezonu 2004/2005 był dla klubu z Kopenhagi nieudany. W drugiej rundzie eliminacji Ligi Mistrzów przegrał dwumecz ze słoweńskim ND Gorica, w tym spotkanie na Parken 0:5. W Superligaen przed rundą wiosenną tracił do lidera 16 punktów. Po lepszym okresie gry, w którym zespół zwyciężył 7 razy z rzędu i zmniejszył stratę do 4 punktów, ponownie zaczął występować gorzej – w ostatnich ośmiu spotkaniach sezonu odniósł dwa zwycięstwa, przez co ostatecznie zajął 2. miejsce w końcowej klasyfikacji.
W sezonie 2005/2006 w pierwszej rundzie Pucharu UEFA klub został wyeliminowany z rozgrywek przez Hamburger SV (po porażce w dwumeczu 1:2). Natomiast w Superligaen przegrał w rundzie jesiennej tylko jedno spotkanie. Pod koniec 2005 Hans Backe postanowił odejść z FC Kopenhagi.

### Ståle Solbakken (2006–2011)

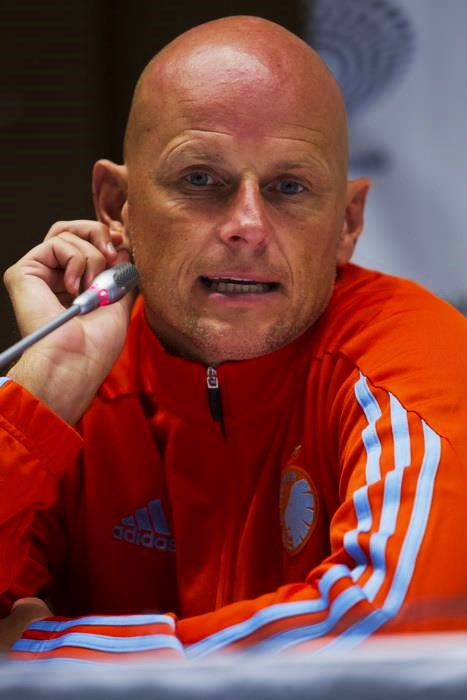
Ståle Solbakken, trener FC Kopenhagi w latach 2006–2011 oraz 2013–2020

1 stycznia 2006 nowym trenerem zespołu został Ståle Solbakken. Na wiosnę w lidze klub ponownie rywalizował o tytuł mistrzowski z Brøndby, ostatecznie zwyciężył rozgrywki z 6-punktową przewagą nad lokalnym rywalem. Był to piąty w jego historii triumf w Superligaen.
W sezonie 2006/2007 klub po raz pierwszy w historii wywalczył awans do fazy grupowej Ligi Mistrzów – w decydującym dwumeczu pokonał 3:2 Ajax. W grupie trafił na Manchester United, Celtic i Benficę. Zajął 4. miejsce z 7 punktami. W lidze ponownie wywalczył mistrzostwo Danii, natomiast w finale pucharu przegrał 1:2 z Odense.
W sezonie 2007/2008 zespół ponownie przystępował do eliminacji Ligi Mistrzów. W drugiej rundzie wyeliminował Beitar Jerozolima, jednak po starciu z Benficą odpadł z rozgrywek. Ostatecznie zakwalifikował się do fazy grupowej Pucharu UEFA po wygranym 3:2 dwumeczu z RC Lens. W niej rywalizował z Panathinakosem, Lokomotiwem Moskwa, Atlético Madryt oraz Aberdeen. W końcowej tabeli zajął 4. miejsce. Po rundzie jesiennej w Superligaen klub tracił 2 punkty do prowadzącego Aalborga, jednak gorsze wyniki wiosną spowodowały zdobycie 3. miejsca na koniec sezonu.
W eliminacjach do Pucharu UEFA w sezonie 2008/2009 zespół pokonał Cliftonville, Lillestrøm SK oraz FK Moskwa. W fazie grupowej zajął 3. miejsce, dzięki czemu uzyskał awans do 1/16 finału. W tej rundzie rozgrywek mierzył się z Manchesterem City, z którym przegrał 3:4 w dwumeczu. Po rundzie jesiennej w lidze tracił 2 punkty do Brøndby, jednak w pierwszym meczu na wiosnę zwyciężył w derbach Kopenhagi 1:0. W kolejnym starciu tych drużyn FC Kopenhaga ponownie pokonała lokalnego rywala, tym razem 4:0. Po wygranej 1:0 z Esbjergiem zapewniła sobie siódme mistrzostwo kraju. W finale Pucharu Danii zmierzyła się z Aalborgiem, z którym wygrała 1:0 po golu Williama Kvista.
Sezon 2009/2010 w rozgrywkach europejskich FC Kopenhaga rozpoczęła od eliminacji do Ligi Mistrzów. W nich pokonała Mogren Budva oraz Stabæk Fotball, jednak w ostatnim starciu przegrała z cypryjskim APOEL FC. W fazie grupowej Ligi Europy zajęła drugą pozycję, jednak w 1/16 finału została pokonana przez Olympique Marsylia. Natomiast w lidze ponownie zdobyła mistrzostwo Danii, mając w końcowej tabeli 9 punktów przewagi nad drugim Odense.
W sezonie 2010/2011 klub ponownie walczył o awans do fazy grupowej Ligi Mistrzów. W trzeciej rundzie wyeliminował BATE Borysów, natomiast w następnej pokonał Rosenborg BK. W grupie trafił na FC Barcelonę, Panathinaikos oraz Rubin Kazań. Zajął w niej drugie miejsce z wynikiem 10 punktów. Jego rywalem w 1/8 finału była Chelsea, z którą przegrał 0:2 w dwumeczu. W Superligaen na jesień nie przegrał żadnego spotkania. Wiosną już na siedem kolejek przed końcem rozgrywek zapewnił sobie dziewiąte w historii mistrzostwo Danii, natomiast Dame N’Doye z wynikiem 25 bramek został królem strzelców ligi. Po udanym sezonie z zespołu odszedł Ståle Solbakken, który przeszedł do FC Köln.

### Roland Nilsson, Carsten Vagn Jensen i Ariël Jacobs (2011–2013)
Nowym trenerem po odejściu Solbakkena został Roland Nilsson. W eliminacjach do Ligi Mistrzów w sezonie 2011/2012 FC Kopenhaga odpadła w ostatniej rundzie po starciu z Viktorią Pilzno. Po przegranym dwumeczu przystąpiła do fazy grupowej Ligi Europy, w której zajęła 3. miejsce. Po rundzie jesiennej w lidze miała cztery punkty przewagi nad FC Nordsjælland. Na wiosnę podjęto decyzję o zmianie szkoleniowca zespołu – Rolanda Nilssona zastąpił Carsten Vagn Jensen. Po porażce z Nordsjælland klub zdobył dwa punkty w trzech następnych ligowych meczach, przez co na koniec rozgrywek zajął 2. miejsce. Natomiast w finale Pucharu Danii zwyciężył 1:0 z AC Horsens po bramce Claudemira.
W sezonie 2012/2013 nowym trenerem zespołu został Ariël Jacobs. W trzeciej rundzie eliminacji do Ligi Mistrzów klub wyeliminował Club Brugge, jednak w następnym dwumeczu przegrał z Lille. W fazie grupowej Ligi Europy trafił na VfB Stuttgart, Steauę Bukareszt oraz Molde. Zdobył w niej 8 punktów, co dało trzecią pozycję i brak awansu do fazy pucharowej rozgrywek. Na koniec sezonu w Superligaen uzyskał 65 punktów i po raz dziesiąty w historii wygrał ligę duńską.
Na początku sezonu 2013/2014 klub zanotował w lidze trzy porażki i dwa remisy. Słabe wyniki spowodowały zwolnienie Ariëla Jacobsa.

### Powrót Solbakkena (2013–2020)
Po odejściu Jacobsa nowym trenerem klubu został ponownie Ståle Solbakken. Pod jego wodzą zespół przegrał w rundzie jesiennej jedno spotkanie, dzięki temu na jej koniec tracił 6 punktów do prowadzącego FC Midtjylland. Na wiosnę stracił szansę na obronę tytułu mistrzowskiego. W trzech ostatnich meczach sezonu zdobył komplet punktów, co pozwoliło na zajęcie drugiego miejsca w końcowej tabeli. Natomiast w fazie grupowej Ligi Mistrzów rywalizował z Realem Madryt, Galatasaray oraz Juventusem. Zajął w niej czwartą pozycję z wynikiem 4 punktów. W finale Pucharu Danii przegrał 2:4 z Aalborgiem.
W eliminacjach do Ligi Mistrzów w sezonie 2014/2015 FC Kopenhaga przegrała w czwartej rundzie dwumecz z Bayerem Leverkusen. W fazie grupowej Ligi Europy zajęła 4. miejsce. W lidze ponownie zdobyła wicemistrzostwo Danii, tracąc 4 punkty do Midtjylland. W meczu finałowym Pucharu Danii zmierzyła się z FC Vestsjælland, z którym wygrała 3:2 po dogrywce.
W sezonie 2015/2016 zespół przegrał w trzeciej rundzie eliminacji do Ligi Europy z czeskim FK Jablonec. Porażka oznaczała pierwszy od 2006 brak udziału klubu w fazie grupowej rozgrywek europejskich. W Superligaen FC Kopenhaga zdobyła kolejne mistrzostwo kraju, natomiast w finale pucharu zwyciężyła 2:1 w pojedynku z Aarhus GF.

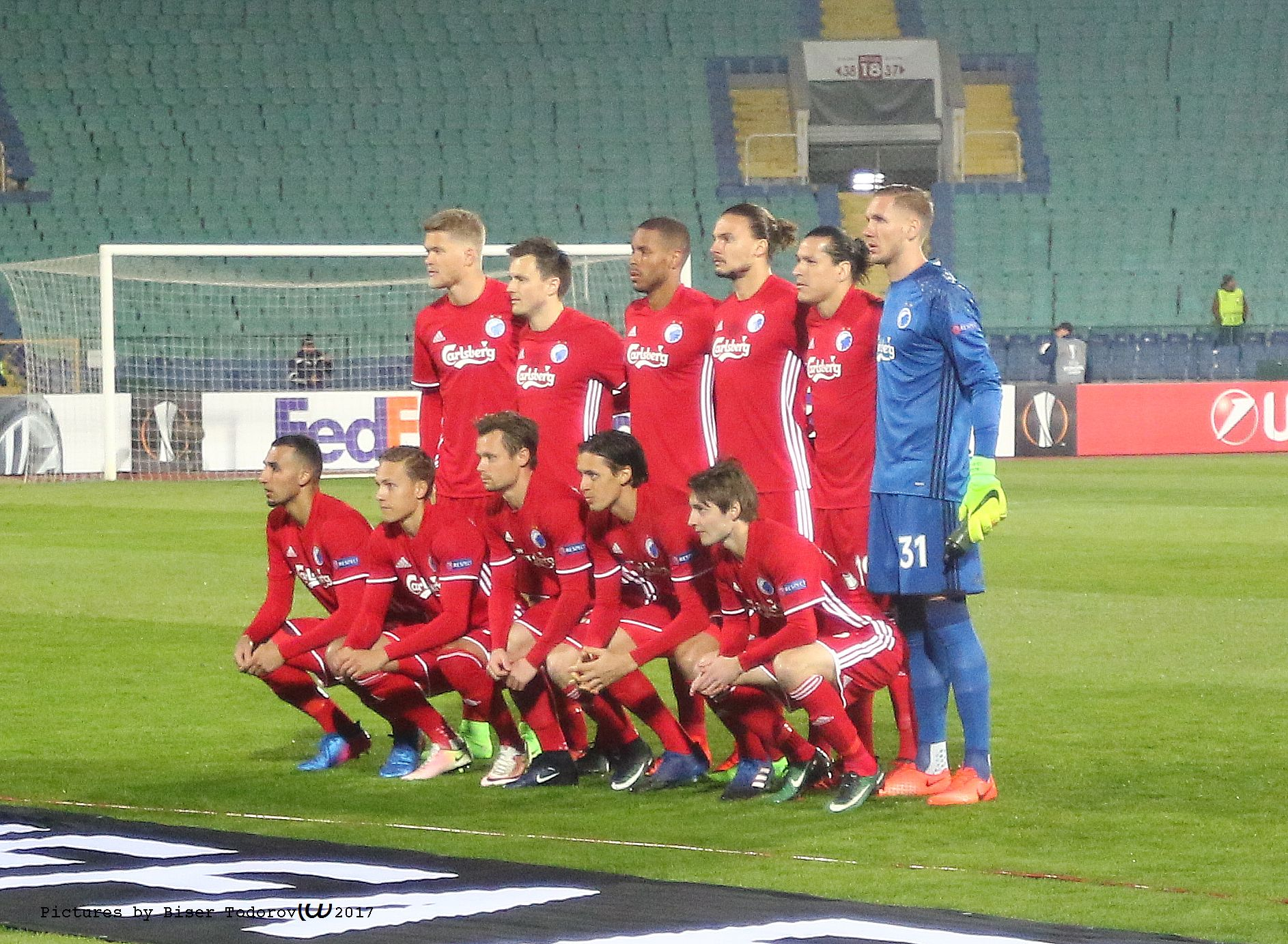
FC Kopenhaga w 2017.

W sezonie 2016/2017 w czwartej rundzie eliminacji do Ligi Mistrzów FC Kopenhaga wyeliminowała APOEL. W grupie zajęła trzecią pozycję, co pozwoliło jej na udział w 1/16 finału Ligi Europy. W tej fazie rozgrywek pokonała Łudogorec Razgrad. Kolejnym rywalem był Ajax, z którym zespół z Kopenhagi przegrał dwumecz 2:3. W pucharze po raz kolejny wystąpił w finale, pokonując w nim 3:1 Brøndby. W lidze duńskiej przegrał dwa spotkania i z wynikiem 84 punktów zapewnił sobie dwunaste mistrzostwo kraju.
W eliminacjach do Ligi Mistrzów w sezonie 2017/2018 FC Kopenhaga odpadła w ostatniej rundzie po starciu z zespołem Qarabağ. W fazie grupowej Ligi Europy zajęła 2. miejsce, jednak w 1/16 finału przegrała dwumecz z Atlético Madryt. W lidze zajęła czwartą pozycję, tracąc ponad 20 punktów do pierwszego Midtjylland i drugiego Brøndby. Po raz pierwszy od 2000 klub nie znalazł się na pozycji medalowej w Superligaen.
W sezonie 2018/2019 w ostatniej rundzie eliminacji do Ligi Europy zespół pokonał Atalantę Bergamo po rzutach karnych. W grupie z Zenitem Petersburg, Girondins Bordeaux oraz Slavią Praga zajął 4. pozycję. W lidze tytuł króla strzelców zdobył Robert Skov z wynikiem 29 bramek, pobijając rekord strzelonych goli w jednym sezonie rozgrywek Superligaen. Z kolei FC Kopenhaga w końcowej tabeli zajęła 1. miejsce, zapewniając sobie mistrzostwo kraju.
W trzeciej rundzie eliminacji do Ligi Mistrzów w sezonie 2019/2020 duński zespół trafił na serbski klub FK Crvena zvezda, z którym odpadł po rzutach karnych. W dwumeczu o fazę grupową Ligi Europy klub z Kopenhagi pokonał Riga FC. W grupie z FC Lugano, Malmö FF oraz Dynamem Kijów zajął 2. miejsce. W 1/16 finału wyeliminował Celtic, a w następnej rundzie İstanbul Başakşehir. W ćwierćfinale przegrał z Manchesterem United. W Superligaen wywalczył 2. pozycję, tracąc 14 punktów do mistrzowskiego Midtjylland.
W sezonie 2020/2021 zespół występował w eliminacjach do Ligi Europy. W drugiej rundzie wyeliminował IFK Göteborg, natomiast w trzeciej Piast Gliwice. W czwartej jednak przegrał 0:1 z HNK Rijeka. Klub również słabo rozpoczął rozgrywki Superligaen, z tego powodu Ståle Solbakken przestał być jego trenerem.

### Jess Thorup (2020–2022)
2 listopada 2020 nowym szkoleniowcem zespołu został Jess Thorup. Na koniec sezonu FC Kopenhaga zajęła 3. pozycję w lidze, ze stratą 6 punktów do mistrzowskiego Brøndby.
W sezonie 2021/2022 klub występował w eliminacjach do Ligi Konferencji Europy. W 2. rundzie wyeliminował Tarpieda-BiełAZ Żodzino, w trzeciej Łokomotiw Płowdiw, a w czwartej Sivasspor. W fazie grupowej trafił na gibraltarski Lincoln, PAOK FC oraz Slovan Bratysława. Zajął w niej 1. pozycję, co dało mu bezpośredni awans do 1/8 finału rozgrywek, gdzie rywalem był PSV Eindhoven. W Holandii FC Kopenhaga zremisowała 4:4, jednak na Parken przegrała 0:4, przez co odpadła z europejskich pucharów. W lidze po raz czternasty w historii zdobyła mistrzostwo Danii. Zapewniła pierwszą pozycję dzięki zwycięstwu w ostatniej kolejce rozgrywek z Aalborgiem (3:0).
W sezonie 2022/2023 FC Kopenhaga walczyła o awans do fazy grupowej Ligi Mistrzów. W 4. rundzie eliminacji pokonała w dwumeczu turecki Trabzonspor 2:1. W grupie trafiła na Manchester City, Borussię Dortmund oraz Sevillę. Mimo sukcesu w europejskich pucharach, klub notował słabe występy w lidze – z tego powodu 20 września 2022 Jess Thorup został zwolniony z funkcji trenera.

### Jacob Neestrup (2022–)
Po odejściu Thorupa nowym trenerem został Jacob Neestrup. Od tego momentu zespół nie przegrał żadnego spotkania ligowego do końca rundy zasadniczej, którą skończył z punktem straty do pierwszego FC Nordsjælland. W rywalizacji w grupie mistrzowskiej okazał się najlepszy, zwyciężając dzięki temu po raz piętnasty w Superligaen. Oprócz tego wygrał Puchar Danii, pokonując w finale 1:0 Aalborg. Natomiast rozgrywki Ligi Mistrzów zakończył na fazie grupowej, zdobywając w niej 3 punkty.
W eliminacjach do Ligi Mistrzów 2023/2024 zespół pokonał Breiðablik, Spartę Praga oraz Raków Częstochowa, dzięki czemu awansował do fazy grupowej. W niej rywalizował z Bayernem Monachium, Manchesterem United oraz Galatasaray. Z wynikiem 8 punktów zajął drugie miejsce. W 1/8 finału dwukrotnie przegrał 1:3 z Manchesterem City. 27 września 2023 w trzeciej rundzie Pucharu Danii pokonał IF Lyseng 9:0, co stanowi rekord klubu pod względem najwyższej wygranej bez podziału na rozgrywki. W Superligaen FC Kopenhaga zajęła 3. miejsce ze stratą 4 punktów do pierwszego Midtjylland.
W sezonie 2024/2025 klub zakwalifikował się do fazy ligowej Ligi Konferencji. Zajął w niej 18. miejsce, które dało mu awans do 1/16 finału rozgrywek. W niej pokonał niemiecki Heidenheim, jednak w 1/8 finału został wyeliminowany przez Chelsea. W lidze wywalczył szesnaste mistrzostwo Danii – dzięki temu ustanowił nowy rekord w liczbie zdobytych tytułów. W finale Pucharu Danii stołeczny zespół pokonał 3:0 Silkeborg i zapewnił sobie dziesiąty tytuł, również ustanawiając rekord pod względem zwycięstw w tych rozgrywkach.

## Sukcesy

### Trofea międzynarodowe
| \| \| Zdobyte trofea w rozgrywkach międzynarodowych (stan na: 31-05-2025) \| |                                                                     |      |            |
| Rozgrywki                                                                    | Osiągnięcie                                                         | Razy | Sezon(y)   |
| · Liga Mistrzów · (Puchar Europy)                                            | zdobywca                                                            | 0    |            |
| · Liga Mistrzów · (Puchar Europy)                                            | finalista                                                           | 0    |            |
| · Liga Mistrzów · (Puchar Europy)                                            | 1/8 finału                                                          | 2    | 2011, 2024 |
| · Liga Europy · (Puchar UEFA)                                                | zdobywca                                                            | 0    |            |
| · Liga Europy · (Puchar UEFA)                                                | finalista                                                           | 0    |            |
| · Liga Europy · (Puchar UEFA)                                                | ćwierćfinał                                                         | 1    | 2020       |
| · Liga Konferencji                                                           | zdobywca                                                            | 0    |            |
| · Liga Konferencji                                                           | finalista                                                           | 0    |            |
| · Liga Konferencji                                                           | 1/8 finału                                                          | 2    | 2022, 2025 |
| · Puchar Zdobywców                                                           | zdobywca                                                            | 0    |            |
| · Puchar Zdobywców                                                           | finalista                                                           | 0    |            |
| · Puchar Zdobywców                                                           | 2. runda                                                            | 2    | 1997, 1998 |
| · Puchar Intertoto                                                           | zdobywca                                                            | 1    | 1992°      |
| · Puchar Intertoto                                                           | finalista                                                           | 0    |            |
| FIFA                                                                         | Zdobyte trofea w rozgrywkach międzynarodowych (stan na: 31-05-2025) |      |            |

° – Edycja nie była organizowana przez UEFA. Najlepszy wynik klubu w Pucharze Intertoto organizowanym przez UEFA to 2. runda w 1999.

### Krajowe
| \| \| Zdobyte trofea w rozgrywkach Danii (stan na: 29-05-2025) \| |                                                          |             |                                                                                                |
| Rozgrywki                                                         | Osiągnięcie                                              | Razy        | Sezon(y)                                                                                       |
| Mistrzostwo                                                       | I miejsce                                                | 16 (rekord) | 1993, 2001, 2003, 2004, 2006, 2007, 2009, 2010, 2011, 2013, 2016, 2017, 2019, 2022, 2023, 2025 |
| Mistrzostwo                                                       | II miejsce                                               | 7           | 1994, 2002, 2005, 2012, 2014, 2015, 2020                                                       |
| Mistrzostwo                                                       | III miejsce                                              | 4           | 1998, 2008, 2021, 2024                                                                         |
| Puchar                                                            | zdobywca                                                 | 10 (rekord) | 1995, 1997, 2004, 2009, 2012, 2015, 2016, 2017, 2023, 2025                                     |
| Puchar                                                            | finalista                                                | 4           | 1998, 2002, 2007, 2014                                                                         |
| Superpuchar                                                       | zdobywca                                                 | 3           | 1995, 2001, 2004                                                                               |
| Superpuchar                                                       | finalista                                                | 1           | 1997                                                                                           |
| Puchar Ligi                                                       | zdobywca                                                 | 1           | 1996                                                                                           |
| Puchar Ligi                                                       | finalista                                                | 1           | 2006                                                                                           |
| Dania                                                             | Zdobyte trofea w rozgrywkach Danii (stan na: 29-05-2025) |             |                                                                                                |

### Indywidualne
- Królowie strzelców Superligaen[84]
  - 2009 – Morten Nordstrand (16 goli, ex aequo z M. Nygaardem z Randers FC)
  - 2011 – Dame N’Doye (25 goli)
  - 2012 – Dame N’Doye (18 goli)
  - 2013 – Andreas Cornelius (18 goli)
  - 2019 – Robert Skov (29 goli)

### Pozostałe rozgrywki[85]
- Royal League
  - zwycięzca (2) – 2005, 2006
  - finalista (1) – 2007
- Ørestad Cup
  - zwycięzca (2) – 2000, 2002

## FC Kopenhaga w rozgrywkach

### Rozgrywki ligowe
Klub nieprzerwanie od początku swojej działalności występuje w najwyższej lidze duńskiej, Superligaen. Jest najbardziej utytułowanym zespołem w historii tych rozgrywek – szesnaście razy zdobywał mistrzostwo Danii, siedmiokrotnie wicemistrzostwo kraju oraz czterokrotnie zajmował trzecią pozycję. Według stanu na koniec sezonu 2024/2025, w tabeli wszech czasów Superligaen zajmuje pierwszą pozycję z wynikiem ponad 2000 punktów. Biorąc pod uwagę wszystkie rozgrywki o mistrzostwo Danii, FC Kopenhaga również zajmuje pierwsze miejsce w liczbie tytułów.
Stan na koniec sezonu 2024/2025
| Bilans FC Kopenhagi w Superligaen |            |        |         |
| Mecze (sezony)                    | Zwycięstwa | Remisy | Porażki |
| 1093 (33)                         | 604        | 260    | 229     |

### Puchar Danii
FC Kopenhaga wzięła udział w czternastu meczach finałowych Pucharu Danii, w których zwyciężyła dziesięciokrotnie. Pod względem liczby tytułów zajmuje pierwsze miejsce. Jest jedynym zespołem w historii, który zwyciężył te rozgrywki trzy razy z rzędu (2015–2017).
| Finały Pucharu Danii z udziałem FC Kopenhagi | Finały Pucharu Danii z udziałem FC Kopenhagi | Finały Pucharu Danii z udziałem FC Kopenhagi |
| Rok                                          | Przeciwnik                                   | Wynik                                        |
| -------------------------------------------- | -------------------------------------------- | -------------------------------------------- |
| 1995                                         | Akademisk BK                                 | 5:0                                          |
| 1997                                         | Ikast FS                                     | 2:0                                          |
| 1998                                         | Brøndby IF                                   | 1:4                                          |
| 2002                                         | Odense Boldklub                              | 1:2                                          |
| 2004                                         | Aalborg BK                                   | 1:0                                          |
| 2007                                         | Odense Boldklub                              | 1:2                                          |
| 2009                                         | Aalborg BK                                   | 1:0                                          |
| 2012                                         | AC Horsens                                   | 1:0                                          |
| 2014                                         | Aalborg BK                                   | 2:4                                          |
| 2015                                         | FC Vestsjælland                              | 3:2 pd.                                      |
| 2016                                         | Aarhus GF                                    | 2:1                                          |
| 2017                                         | Brøndby IF                                   | 3:1                                          |
| 2023                                         | Aalborg BK                                   | 1:0                                          |
| 2025                                         | Silkeborg IF                                 | 3:0                                          |

### Europejskie puchary
FC Kopenhaga regularnie występuje w europejskich pucharach. Największymi sukcesami w nich są: dwukrotne osiągnięcie 1/8 finału Ligi Mistrzów (2010/2011, 2023/2024) oraz ćwierćfinał Ligi Europy (2019/2020).

### Puchar Ligi Duńskiej
Klub zwyciężył turniej Spar Cup uznawany za Puchar Ligi Duńskiej w 1996. Brał też udział w tych rozgrywkach w 2005 (3. miejsce) oraz 2006 (2. miejsce).

### Superpuchar Danii
FC Kopenhaga zwyciężyła rozgrywki o Superpuchar Danii trzykrotnie: w 1995, 2001, 2004. W 1997 również wystąpiła w nich, jednak przegrała spotkanie z Brøndby IF.
| Finały Superpucharu Danii z udziałem FC Kopenhagi | Finały Superpucharu Danii z udziałem FC Kopenhagi | Finały Superpucharu Danii z udziałem FC Kopenhagi |
| Rok                                               | Przeciwnik                                        | Wynik                                             |
| ------------------------------------------------- | ------------------------------------------------- | ------------------------------------------------- |
| 1995                                              | Aalborg BK                                        | 2:1                                               |
| 1997                                              | Brøndby IF                                        | 0:2                                               |
| 2001                                              | Silkeborg IF                                      | 2:0                                               |
| 2004                                              | Aalborg BK                                        | 2:1                                               |

## Rywalizacja lokalna
- Derby Kopenhagi – derby piłkarskie Brøndby IF – FC Kopenhaga

## Stadion

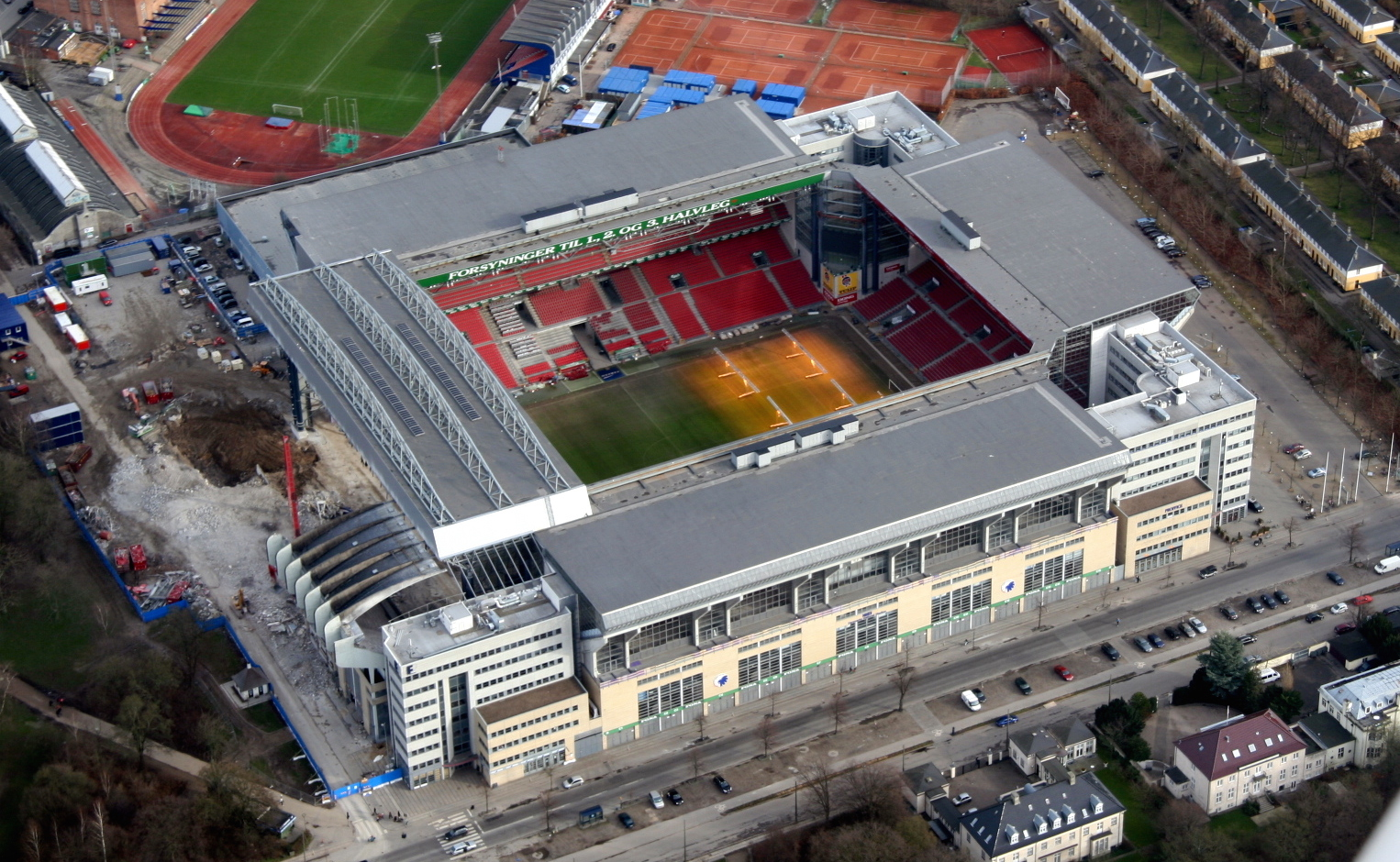
Parken

Na początku działalności FC Kopenhaga rozgrywała swoje spotkania na Østerbro Stadion, od września 1992 zaczęła występować na zbudowanym w tym roku Parken. Na okres zimowy, w związku z przygotowywaniem murawy na Parken, powróciła na Østerbro Stadion, jednak na wiosnę 1993 ponownie rozgrywała spotkania na nowym stadionie.
Do dziś FC Kopenhaga rozgrywa spotkania na Parken. Stadion posiada pojemność 38065 miejsc. W 2001 został zamontowany na nim rozsuwany dach o powierzchni 13000 m². W latach 2014–2020 ze względów sponsorskich nosił nazwę Telia Parken.

## Piłkarze

### Skład w sezonie 2025/2026
Stan na 6 sierpnia 2025
| Nr | Poz. | Piłkarz               |
| -- | ---- | --------------------- |
|    | NA   | German Onugkha        |
| 4  | OB   | Munashe Garananga     |
| 5  | OB   | Gabriel Pereira       |
| 6  | OB   | Pandelis Chadzidiakos |
| 7  | PO   | Viktor Claesson       |
| 8  | PO   | Magnus Mattsson       |
| 9  | NA   | Youssoufa Moukoko     |
| 10 | PO   | Mohamed Elyounoussi   |
| 11 | NA   | Jordan Larsson        |
| 12 | PO   | Lukas Lerager         |
| 13 | OB   | Rodrigo Huescas       |
| 14 | NA   | Andreas Cornelius     |
| 15 | OB   | Marcos López          |
| 16 | PO   | Robert                |

| Nr | Poz. | Piłkarz                                            |
| -- | ---- | -------------------------------------------------- |
| 20 | OB   | Junnosuke Suzuki                                   |
| 22 | OB   | Yoram Zague (wypożyczony z PSG do 30 czerwca 2026) |
| 23 | PO   | Dominik Sarapata                                   |
| 24 | OB   | Birger Meling                                      |
| 27 | PO   | Thomas Delaney (kapitan)                           |
| 29 | PO   | Jonathan Moalem                                    |
| 30 | PO   | Elias Achouri                                      |
| 31 | BR   | Rúnar Alex Rúnarsson                               |
| 36 | PO   | William Clem                                       |
| 38 | PO   | Oliver Højer                                       |
| 42 | BR   | Dominik Kotarski                                   |
| 49 | NA   | Liam West                                          |
| 61 | BR   | Oscar Buur                                         |

### Wypożyczeni do innych klubów
Stan na 6 sierpnia 2025
| Nr | Poz. | Piłkarz                                             |
| -- | ---- | --------------------------------------------------- |
| 1  | BR   | Nathan Trott (w Cardiff City FC do 30 czerwca 2026) |
| 19 | NA   | Amin Chiakha (w Vejle BK do 30 czerwca 2026)        |
| 21 | BR   | Theo Sander (w Odense BK do 30 czerwca 2026)        |
| 28 | PO   | Hunor Németh (w MTK Budapeszt do 30 czerwca 2026)   |

### Kapitanowie
Opracowano na podstawie:
| Lata      | Kapitan                      |
| --------- | ---------------------------- |
| 1992–1993 | Pierre Larsen (OB)           |
| 1993      | Iørn Uldbjerg (POM)          |
| 1993–1994 | Palle Petersen (BR)          |
| 1994      | Iørn Uldbjerg (POM)          |
| 1994–1995 | Allan Nielsen (POM)          |
| 1995      | Iørn Uldbjerg (POM)          |
| 1995–1996 | Michael Mio Nielsen (POM)    |
| 1996–1998 | Henrik Larsen (POM)          |
| 1998–1999 | Peter Nielsen (POM)          |
| 1999–2000 | Michael Mio Nielsen (POM)    |
| 2000      | Jacob Laursen (OB)           |
| 2001      | Michael Mio Nielsen (POM)    |
| 2001      | Christian Lønstrup (POM)     |
| 2002      | Christian Poulsen (POM)      |
| 2002      | Christian Lønstrup (POM)     |
| 2002–2003 | Peter Nielsen (POM)          |
| 2004–2005 | Bo Svensson (OB)             |
| 2005–2007 | Tobias Linderoth (POM)       |
| 2007–2008 | Michael Gravgaard (OB)       |
| 2008–2009 | Ulrik Laursen (OB)           |
| 2009–2010 | Hjalte Nørregaard (POM)      |
| 2010–2011 | William Kvist (POM)          |
| 2011–2012 | Mathias Zanka Jørgensen (OB) |
| 2012–2014 | Lars Jacobsen (OB)           |
| 2014–2016 | Thomas Delaney (POM)         |
| 2017      | Mathias Zanka Jørgensen (OB) |
| 2017–2018 | William Kvist (POM)          |
| 2018–2022 | Zeca (POM)                   |
| 2022–     | Viktor Claesson (POM)        |

## Sztab szkoleniowy
Stan na 28 czerwca 2025
| Funkcja                 | Imię i nazwisko         |
| ----------------------- | ----------------------- |
| Trener                  | Jacob Neestrup          |
| Asystent trenera        | Stefan Madsen           |
| Asystent trenera        | Hjalte Nørregaard       |
| Asystent trenera        | Sergio Almenara         |
| Trener bramkarzy        | Kim Christensen         |
| Trener drużyny kobiecej | Kasper Klarskov Nielsen |
| Dyrektor sportowy       | Sune Smith-Nielsen      |
| Lekarz                  | Morten Boesen           |

### Dotychczasowi trenerzy
Opracowano na podstawie:
| Lp. | Imię i nazwisko    | Okres pracy | Okres pracy |
| --- | ------------------ | ----------- | ----------- |
| 1.  | Benny Johansen     | 1.07.1992   | 30.06.1994  |
| 2.  | Keld Kristensen    | 1.07.1994   | 30.09.1994  |
| 3.  | Benny Johansen     | 30.09.1994  | 30.06.1995  |
| 4.  | Michael Schäfer    | 1.07.1995   | 30.06.1996  |
| 5.  | Kim Brink          | 1.07.1996   | 30.06.1997  |
| 6.  | Kent Karlsson      | 1.07.1997   | 23.09.1998  |
| 7.  | Kim Brink          | 23.09.1998  | 31.12.1998  |
| 8.  | Christian Andersen | 1.01.1999   | 16.03.1999  |
| 9.  | Kim Brink          | 16.03.1999  | 30.06.2000  |
| 10. | Roy Hodgson        | 1.07.2000   | 30.06.2001  |
| 11. | Kent Karlsson      | 1.07.2001   | 30.08.2001  |

| Lp. | Imię i nazwisko            | Okres pracy | Okres pracy |
| --- | -------------------------- | ----------- | ----------- |
| 12. | Niels-Christian Holmstrøm° | 30.08.2001  | 09.2001     |
| 13. | Hans Backe                 | 09.2001     | 31.12.2005  |
| 14. | Ståle Solbakken            | 1.01.2006   | 31.05.2011  |
| 15. | Roland Nilsson             | 1.07.2011   | 9.01.2012   |
| 16. | Carsten Vagn Jensen        | 10.01.2012  | 21.06.2012  |
| 17. | Ariël Jacobs               | 22.06.2012  | 21.08.2013  |
| 18. | Ståle Solbakken            | 21.08.2013  | 10.10.2020  |
| 19. | Hjalte Nørregaard°         | 10.10.2020  | 2.11.2020   |
| 20. | Jess Thorup                | 2.11.2020   | 19.09.2022  |
| 21. | Jacob Neestrup             | 20.09.2022  | obecnie     |

° – trener tymczasowy

## Klub legend
Klub legend FC Kopenhagi powstał w 2014. Ma na celu uhonorowanie zasług piłkarzy i działaczy dla tego zespołu. Nazwiska członków klubu są jednym z elementów oprawy Parken. Pierwszym jego członkiem został Harald Nielsen, jeden z założycieli FC Kopenhagi.
| Członkowie Klubu legend | Członkowie Klubu legend   | Członkowie Klubu legend                |
| Rok dołączenia          | Imię i nazwisko           | Funkcja w zespole                      |
| ----------------------- | ------------------------- | -------------------------------------- |
| 2006/2014               | Harald Nielsen            | pierwszy prezes klubu, członek zarządu |
| 2014                    | Pierre Larsen             | piłkarz (pomocnik)                     |
| 2014                    | Michael Manniche          | piłkarz (napastnik)                    |
| 2014                    | Palle Petersen            | piłkarz (bramkarz)                     |
| 2014                    | Iørn Uldbjerg             | piłkarz (pomocnik)                     |
| 2014                    | Michael Johansen          | piłkarz (pomocnik)                     |
| 2014                    | Martin Johansen           | piłkarz (napastnik)                    |
| 2014                    | Lars Højer                | piłkarz (pomocnik)                     |
| 2014                    | Christian Lønstrup        | piłkarz (pomocnik)                     |
| 2014                    | Michael Mio Nielsen       | piłkarz (pomocnik)                     |
| 2014                    | Niclas Jensen             | piłkarz (obrońca)                      |
| 2014                    | Todi Jónsson              | piłkarz (napastnik)                    |
| 2014                    | Diego Tur                 | piłkarz (obrońca)                      |
| 2015                    | Marcus Allbäck            | piłkarz (napastnik)                    |
| 2016                    | Sibusiso Zuma             | piłkarz (napastnik)                    |
| 2019                    | Niels-Christian Holmstrøm | działacz                               |
| 2022                    | Dame N'Doye               | piłkarz (napastnik)                    |
| 2024                    | Jesper Grønkjær           | piłkarz (napastnik)                    |

## Producenci strojów i sponsorzy
Opracowano na podstawie:
| Okres     | Producent Stroju | Sponsor na Koszulkach | Inni Sponsorzy |
| --------- | ---------------- | --------------------- | -------------- |
| 1992–93   | Puma             | Danica                | Brak           |
| 1993–94   | Puma             | Danica/Carlsberg      | Brak           |
| 1994–96   | Adidas           | Danica                | Brak           |
| 1996–97   | Hummel           | Danica                | Brak           |
| 1997–98   | Hummel           | Kinnarps              | Brak           |
| 1998–99   | Umbro            | Kinnarps              | Brak           |
| 1999–2001 | Umbro            | Carlsberg             | Brak           |
| 2001–02   | Nike/In-House    | Carlsberg             | Brak           |
| 2002–04   | In-House         | Carlsberg             | Brak           |
| 2004–08   | Kappa            | Carlsberg             | Brak           |
| 2008–10   | Kappa            | Carlsberg/Kildevæld   | Brak           |
| 2010–12   | Kappa            | Carlsberg             | Brak           |
| 2012–21   | Adidas           | Carlsberg             | Brak           |
| 2021–     | Adidas           | Unibet                | Carlsberg      |

## Inne drużyny

### Zespół rezerw
W latach 2005–2010 drużyna rezerw FC Kopenhagi występowała na trzecim poziomie rozgrywkowym, 2. division. Do końca 2008 funkcjonowała pod nazwą Kjøbenhavns Boldklub. W 2010 została przeniesiona do Reserveligaen. W 2022 liga rezerw została zlikwidowana, a na jej miejscu powstały nowe rozgrywki o nazwie Future Cup. W nich występuje drużyna do lat 19 FC Kopenhagi.

### Drużyna kobieca
W grudniu 2023 zarząd FC Kopenhagi nawiązał współpracę z drugoligowym klubem kobiecym FC Damsø, w ramach której zapowiedziano utworzenie żeńskiej sekcji zespołu z Kopenhagi od sezonu 2024/2025.
W połowie czerwca 2024 zarząd FC Kopenhagi ogłosił pierwszą zawodniczkę żeńskiej drużyny klubu – Josephine Lech, która grała w FC Rosengård. Na przełomie wakacji 2024 zarząd Królewskiego Klubu ogłosił skład zawodniczek, które będą grały dla kobiecej drużyny. 14 sierpnia 2024 żeńska drużyna rozegrała pierwszy w historii mecz, gdzie przeciwko Svogerslev BK w Pucharze Danii wygrała 7:1. Pierwszy mecz ligowy w historii został rozegrany 3 dni później – 17 sierpnia 2024 pokonała u siebie B73 Slagelse 3:0.
Stan na 14 sierpnia 2024
| Nr | Poz. | Piłkarz              |
| -- | ---- | -------------------- |
| 1  | BR   | Anna Kaas            |
| 2  | OB   | Freja Vestfred       |
| 3  | OB   | Julie Nowak          |
| 4  | OB   | Olivia Bergmann      |
| 5  | OB   | Emma Jensen          |
| 6  | OB   | Ida Skovbo           |
| 7  | PO   | Julie Børkop         |
| 8  | PO   | Frederikke Troldborg |
| 9  | PO   | Catrine Gryholt      |
| 10 | NA   | Josephine Lech       |
| 11 | NA   | Emma Brandt          |
| 12 | PO   | Sophie Borre         |

| Nr | Poz. | Piłkarz                    |
| -- | ---- | -------------------------- |
| 13 | OB   | Sara Rasmussen             |
| 14 | NA   | Svava Mørk Andersen        |
| 16 | BR   | Ida Ankerstjerne           |
| 17 | PO   | Paula Groth-Hansen         |
| 18 | NA   | Celine Dalsten             |
| 19 | PO   | Emma Drewes                |
| 20 | PO   | Olivia Midjord             |
| 21 | OB   | Sasha Denham               |
| 24 | OB   | Freja Løvenfald            |
| 27 | NA   | Mathilde Hemdorff Andersen |
| 30 | OB   | Kia Brøndum Syndergaard    |
| 36 | BR   | Line Hemme                 |